# Scopeloberyx malayanus
Scopeloberyx malayanus är en fiskart som först beskrevs av Weber, 1913.  Scopeloberyx malayanus ingår i släktet Scopeloberyx och familjen Melamphaidae. Inga underarter finns listade i Catalogue of Life.